# Bosilegrad
Bosilegrad (kyrillisch Босилеград) ist eine serbische Kleinstadt mit etwa 2600 Einwohnern: sie ist der Verwaltungssitz der Opština Bosilegrad und liegt im äußersten Südosten Serbiens an der Grenze zu Bulgarien. Sie ist neben Dimitrovgrad ein Zentrum der bulgarischen Minderheit in Serbien.

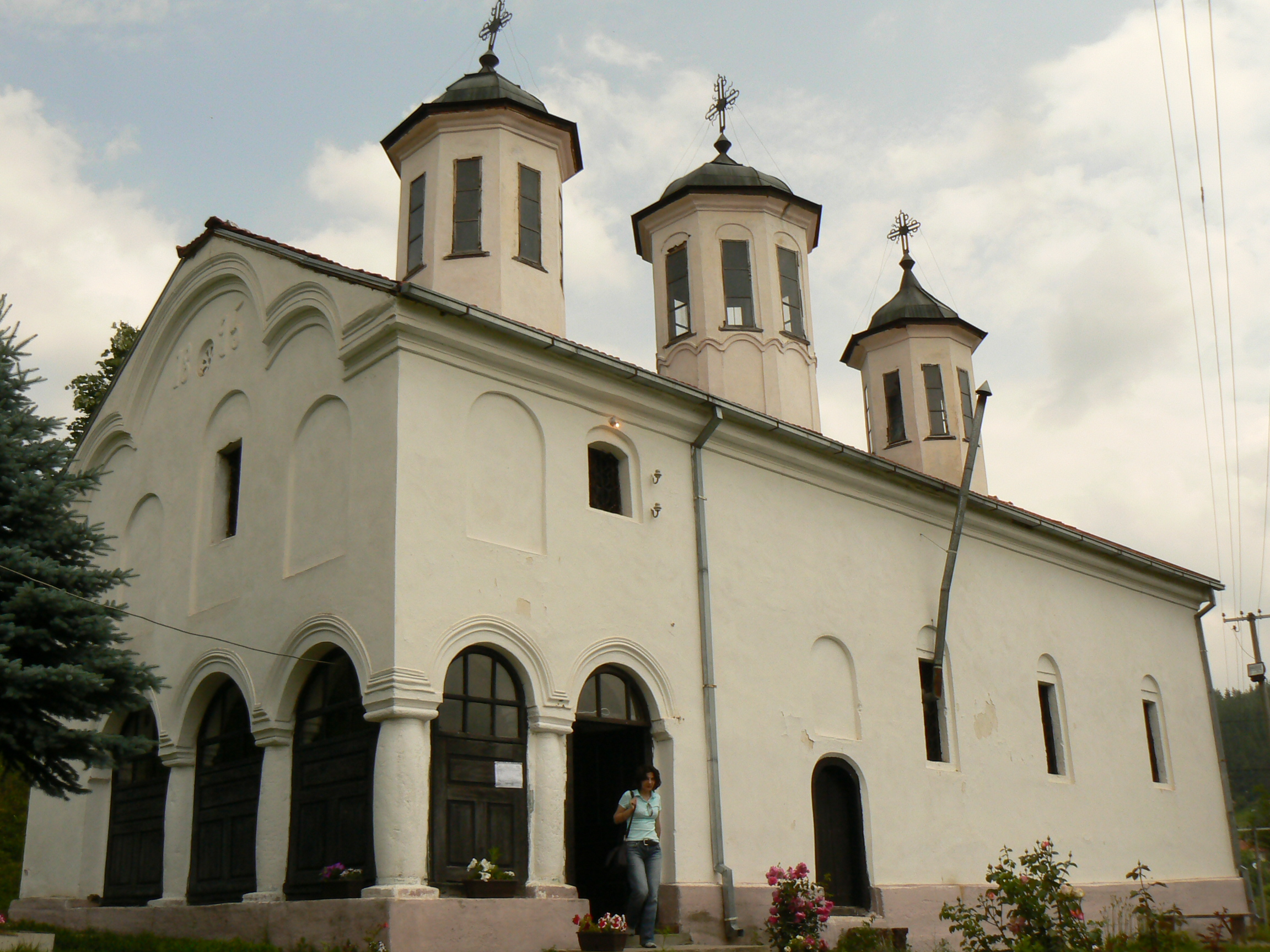
Die Kirche in Bosilegrad

## Lage
Bosilegrad liegt im Südostserbiens an der Grenze zu Bulgarien. Der serbisch-bulgarischer Grenzübergang Oltomanzi befindet sich rund 13 km südöstlich und der Grenzübergang Strsimirowzi ca. 55 km nordöstlich der Stadt. Die nächstgelegene größere Stadt ist das bulgarische Kjustendil.

## Bevölkerung
Bei der Volkszählung im Jahre 2002 lebten in Bosilegrad 2 702 Einwohner mit folgender ethnischer Struktur:
| Ethnische Gruppen | Anzahl | Prozent |
| ----------------- | ------ | ------- |
| Bulgaren          | 2 072  | 76,38 % |
| Serben            | 247    | 9,14 %  |
| Jugoslawen        | 24     | 0,88 %  |
| Mazedonier        | 9      | 0,33 %  |
| Slowenen          | 3      | 0,11 %  |
| Kroaten           | 2      | 0,07 %  |
| Slowaken          | 1      | 0,03 %  |
| Russinen          | 1      | 0,03 %  |
| Walachen          | 1      | 0,03 %  |
| weitere           | 29     | 1,07 %  |
| Insgesamt         | 2 702  | 100 %   |

### Einwohnerzahlentwicklung
| Jahr | Anzahl |
| ---- | ------ |
| 1948 | 1 233  |
| 1953 | 1 320  |
| 1961 | 1 355  |
| 1971 | 1 662  |
| 1981 | 2 029  |
| 1991 | 2 440  |
| 2002 | 2 702  |

## Geschichte
Bosilegrad wurde nach dem Ersten Weltkrieg zusammen mit anderen Gebieten im Westen Bulgariens von Bulgarien an das Königreich Jugoslawien abgetreten (Vertrag von Neuilly-sur-Seine, 1919). Bosilegrad ist von Bergen umgeben, welche Höhen über 1.800 m erreichen.

## Politik
Bürgermeister von Bosilegrad ist Vladimir Zaharijev (seit 2009), Politiker der Partei Demokratska stranka Srbije.

### Städtepartnerschaften
- Kawarna, Bulgarien
- Kosloduj, Bulgarien

## Persönlichkeiten

### Söhne der Stadt
- Jordan Sachariew, bulgarischer Ethnograph
- Dimitar Mechandjijski (1916–1999), bulgarischer Maler
- Wltko Gligorow, bulgarischer Politiker
- Ljuben Bojadschiew (1914–2003), bulgarischer Maler
- Wassil Iwanow († 1967), bulgarischer Freiheitskämpfer
- Neli Sadovska (1943–2019), bulgarische Dichterin